# CAGI

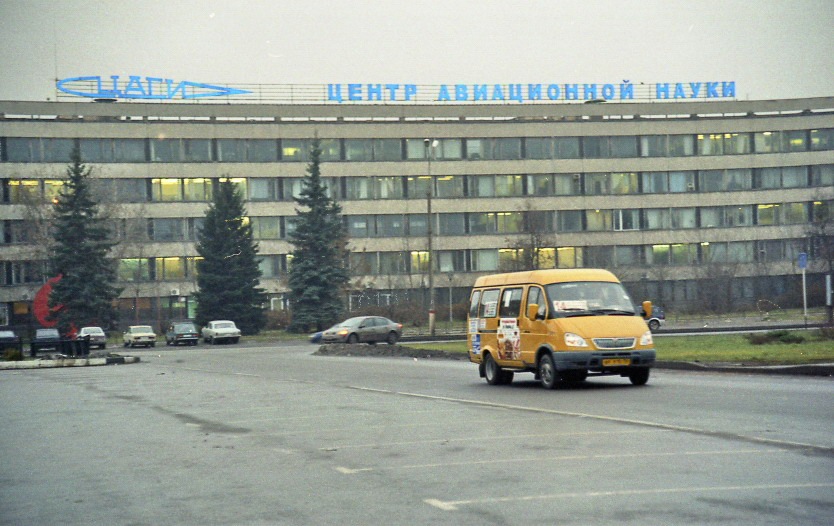
CAGI.

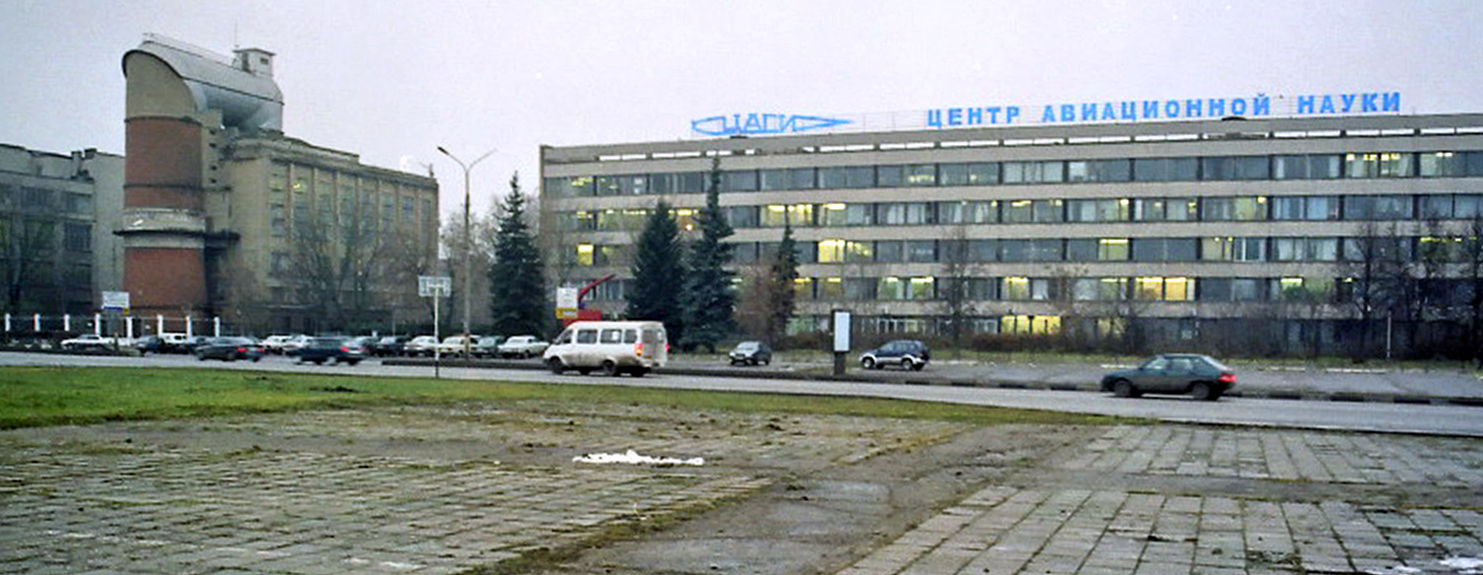
Institut CAGI. Nalevo budova s vertikálním větrným tunelem T-105 postaveným roku 1941.

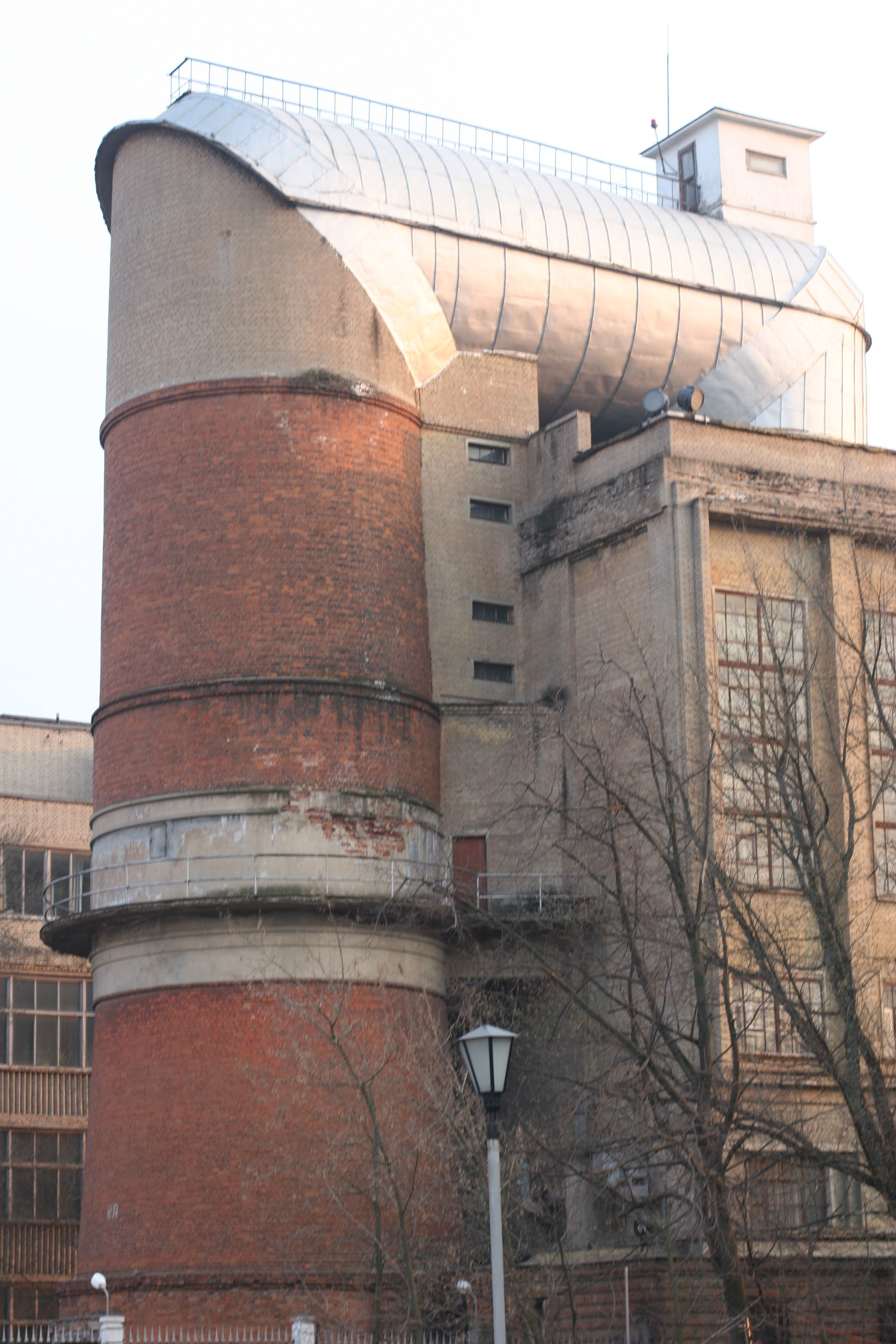
CAGI. Detail vertikálního větrného tunelu T-105.

CAGI je zkratka ruského názvu Центральный аэрогидродинамический институт - ЦАГИ (transkripcí Centralnyj aerogidrodinamičeskij institut, česky Ústřední aerohydrodynamický institut) významného ruského a dříve sovětského leteckého institutu. Byl založen v Moskvě průkopníkem ruského letectví Nikolajem Jegorovičem Žukovským 1. prosince 1918. Sídlí v městě Žukovskij s pobočkou v nedaleké Moskvě.

## Historie
Od roku 1925 do 30. let 20. století poskytoval ústav podporu Tupolevově divizi AGOS (transkripcí Aviacija, Gidroaviacija i Opytnoje Stroitelstvo), první letecké konstrukční kanceláři v SSSR a tou dobou nejdůležitější. V 30. letech vznikly další dvě velké konstrukční kanceláře, Iljušinova CKB (transkripcí Centralnoje Konstrukcionnoje Bjuro) a kancelář Kalinina v Charkově, která ale existovala pouze krátce.
V roce 1930 bylo v CAGI založeno vrtulníkové oddělení, v němž vzniklo několik experimentálních vrtulníků, prvním z nich byl stroj CAGI 1-EA (vůbec první sovětský vrtulník), dále např. CAGI 3-EA, CAGI 5-EA a CAGI 11-EA. CAGI 7-EA (jiným názvem CAGI A-7) byl vírník, který navrhl sovětský letecký inženýr Nikolaj Iljič Kamov.
Moskevská pobočka je nyní známa jako MAGI nebo Moskevský komplex CAGI. Mezi techniku těžící z technologie vyvinuté v CAGI patří např. raketa Eněrgija nebo sovětský raketoplán Buran.
V institutu působilo mnoho renomovaných inženýrů, leteckých konstruktérů, např.:
- Ivan Pavlovič Bratuchin[3]
- Nikolaj Iljič Kamov[4]
- Semjon Alexejevič Lavočkin
- Michail Leonťjevič Mil[4]
- Vladimir Michajlovič Petljakov
- Pavel Osipovič Suchoj